# Chaumercenne
Chaumercenne ist eine Gemeinde im französischen Département Haute-Saône in der Region Bourgogne-Franche-Comté.

## Geographie
Chaumercenne liegt auf einer Höhe von 270 m über dem Meeresspiegel, fünf Kilometer ostnordöstlich von Pesmes und etwa 31 Kilometer westlich der Stadt Besançon (Luftlinie). Das Dorf erstreckt sich im Süden des Départements auf einem breiten Rücken nördlich des Ognon-Tals und östlich der Saôneebene.
Die Fläche des 4,95 km² großen Gemeindegebiets umfasst einen Abschnitt der leicht gewellten Landschaft zwischen den Talebenen von Ognon im Süden und Saône im Norden. Der Hauptteil des Gebietes wird von einem Plateau eingenommen, das durchschnittlich auf 270 m liegt. Es ist aus tertiären Sedimenten aufgebaut und wird vorwiegend landwirtschaftlich genutzt, doch gibt es auch einige Waldflächen. Im Norden erstreckt sich das Gemeindeareal in die Waldung des Bois de Riand, im Süden bis in den Bois du Gâtis. Mit 292 m wird hier die höchste Erhebung von Chaumercenne erreicht. Auf dem ganzen Gebiet gibt es keine oberirdischen Fließgewässer. 
Nachbargemeinden von Chaumercenne sind Valay im Norden, Montagney im Osten, Bard-lès-Pesmes im Süden sowie Pesmes und La Résie-Saint-Martin im Westen.

## Geschichte
Erstmals urkundlich erwähnt wird Chaumercenne im Jahr 1231. Im Mittelalter gehörte das Dorf zur Freigrafschaft Burgund und darin zum Gebiet des Bailliage d’Amont. Die lokale Herrschaft hatten die Herren von Pesmes inne, doch besaß auch das Kloster Acey Güter auf dem Gemeindegebiet. 1358 kam die Herrschaft an Jean de Bard, später an die Familie La Baume und im 18. Jahrhundert an die Petremand von Valay. Zusammen mit der Franche-Comté gelangte Chaumercenne mit dem Frieden von Nimwegen 1678 definitiv an Frankreich. Heute ist Chaumercenne Mitglied des 18 Ortschaften umfassenden Gemeindeverbandes Communauté de communes du Val de Pesmes.

## Sehenswürdigkeiten

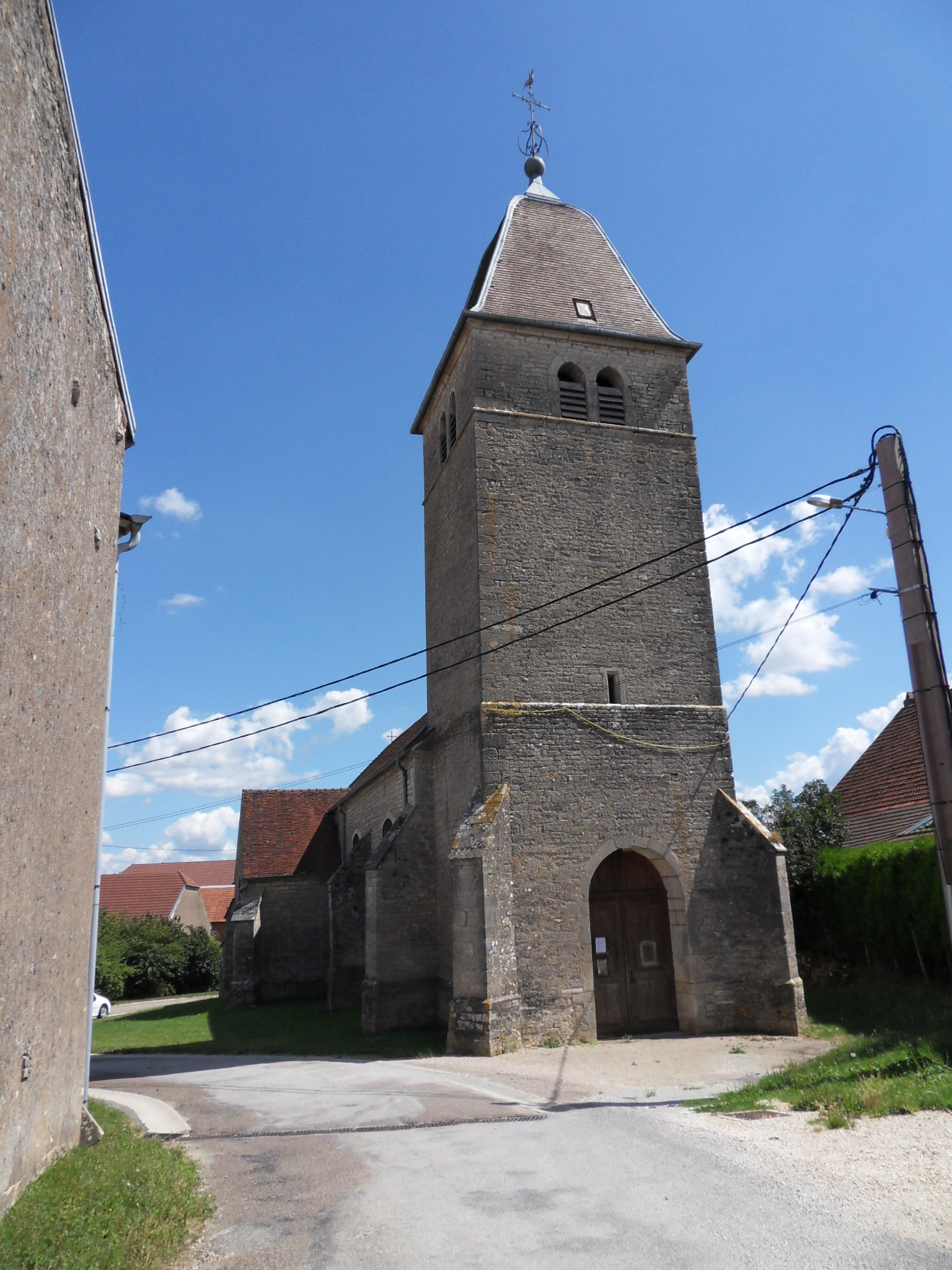
Kirche Notre-Dame de la Nativité

Die Kirche Notre-Dame de la Nativité wurde im 16. Jahrhundert im spätgotischen Stil erbaut und besitzt eine reiche Ausstattung, darunter eine Marienstatue aus dem 15. Jahrhundert (Burgunder Schule). An der Straße nach Valay steht ein Oratoire (1625). Aus dem 17. und 18. Jahrhundert stammt das Schloss mit seinen zwei viereckigen Türmen. Das Ortsbild ist durch zahlreiche Häuser aus dem Spätmittelalter und der Renaissance im traditionellen Stil der Haute-Saône geprägt.

## Bevölkerung
| Jahr                       | 1962 | 1968 | 1975 | 1982 | 1990 | 1999 |
| Einwohner                  | 178  | 160  | 133  | 129  | 141  | 138  |
| Quellen: Cassini und INSEE |      |      |      |      |      |      |

Mit 192 Einwohnern (1. Januar 2022) gehört Chaumercenne zu den kleinen Gemeinden des Département Haute-Saône. Nachdem die Einwohnerzahl in der ersten Hälfte des 20. Jahrhunderts deutlich abgenommen hatte (1891 wurden noch 304 Personen gezählt), wurden seit Mitte der 1970er Jahre nur noch relativ geringe Schwankungen verzeichnet.

## Wirtschaft und Infrastruktur
Chaumercenne war bis weit ins 20. Jahrhundert hinein ein vorwiegend durch die Landwirtschaft (Ackerbau, Obstbau, Weinbau und Viehzucht) und die Forstwirtschaft geprägtes Dorf. Heute gibt es einige Betriebe des lokalen Kleingewerbes, darunter eine Sägerei. In den letzten Jahrzehnten hat sich das Dorf zu einer Wohngemeinde gewandelt. Viele Erwerbstätige sind deshalb Wegpendler, die in den größeren Ortschaften der Umgebung ihrer Arbeit nachgehen.
Die Ortschaft ist verkehrstechnisch gut erschlossen. Sie liegt an der Hauptstraße D12, die von Pesmes nach Gy führt. Der nächste Anschluss an die Autobahn A36 befindet sich in einer Entfernung von ungefähr 16 km. Weitere Straßenverbindungen bestehen mit Valay, Marnay und Ougney.